# Confinamiento por la pandemia de COVID-19 en Colombia
El Aislamiento Preventivo Obligatorio en Colombia  o confinamiento de Colombia de 2020, fue un periodo de distanciamiento físico y social durante la pandemia de COVID-19 que incluyó un conjunto de medidas sanitarias y cambios de rutina diaria a nivel económico, social y político con el fin de controlar la crisis por COVID-19. Fue decretado por el gobierno de Colombia en cabeza del presidente Iván Duque y comenzó a regir el 20 de marzo de 2020. Inicialmente se había decretado por 19 días, sin embargo, se extendió progresivamente por fases, indicando cada vez nuevas excepciones. El 17 de abril se dio a conocer el decálogo de lo que sería el «Aislamiento Preventivo Obligatorio Colaborativo e Inteligente», en una nueva etapa de la cuarentena.
El gobierno de Colombia, desde el 4 de mayo de 2020, comenzó el plan de apertura para algunos sectores de la industria como la manufactura y la construcción con el fin de reducir la crisis económica transcurrida durante la pandemia. También anunció al día siguiente la extensión de la cuarentena por dos semanas más, abriendo más sectores de la industria y levantando ciertas restricciones. El 28 de mayo de 2020, se extiende el aislamiento hasta el 1 de julio de 2020.[cita requerida] El 23 de junio de 2020, el gobierno extiende el aislamiento hasta el 15 de julio de 2020, agregando más excepciones para la apertura de nuevos sectores económicos. El 28 de julio el presidente Iván Duque Márquez indicó que el aislamiento preventivo se extiende hasta el 31 de agosto, levantando las restricciones de movilidad impuestas para los adultos mayores de 70 años.
A partir del 1 de septiembre se abre todo el país, sin ninguna restricción y también se reabren los aeropuertos a pasajeros, excepto para quienes tengan síntomas de COVID-19 o sus familiares. Adicionalmente a las restricciones impuestas por el gobierno nacional, algunos gobiernos locales impusieron otras restricciones, tales como el pico y cédula. Este consiste en que, para actividades comerciales, bancarias o notariales, solo pueden salir aquellos cuyo número de la cédula de ciudadanía termina en dígitos pares o impares.
El 27 de julio la alcaldesa de Bogotá, Claudia López promulgó, mediante el decreto 176 de 2020, medidas de protección especial para personas de alto riesgo, como las hipertensas, obesas y diabéticas, para que realizaran cuarentena estricta en sus casas.

## Antecedentes
El 6 de marzo de 2020 se confirmó el primer caso de COVID-19 en Bogotá procedente de Italia. El Ministerio de Salud comenzó la etapa de contención, que consiste en reforzar las acciones para detectar los casos importados.
El gobierno de Colombia declara el 12 de marzo estado de emergencia sanitaria en todo el país con el fin de tomar medidas mucho más rápidas en temas presupuestales para empezar a elaborar un plan de contingencia al sistema de salud. En los días siguientes se toman medidas como la limitación de eventos masivos a 50 personas, el aislamiento preventivo para el adulto mayor, y el cierre de algunos comercios y tiendas.
Entre el 20 y el 21 de marzo, comenzó un simulacro de aislamiento obligatorio en Bogotá, Cundinamarca, Meta y Boyacá, el cual se preveía hasta el 23 de marzo. El gobierno nacional finalmente decidió decretar aislamiento preventivo obligatorio para todo el país, por lo cual el simulacro se extendió para empatar con la cuarentena nacional.

## Excepciones

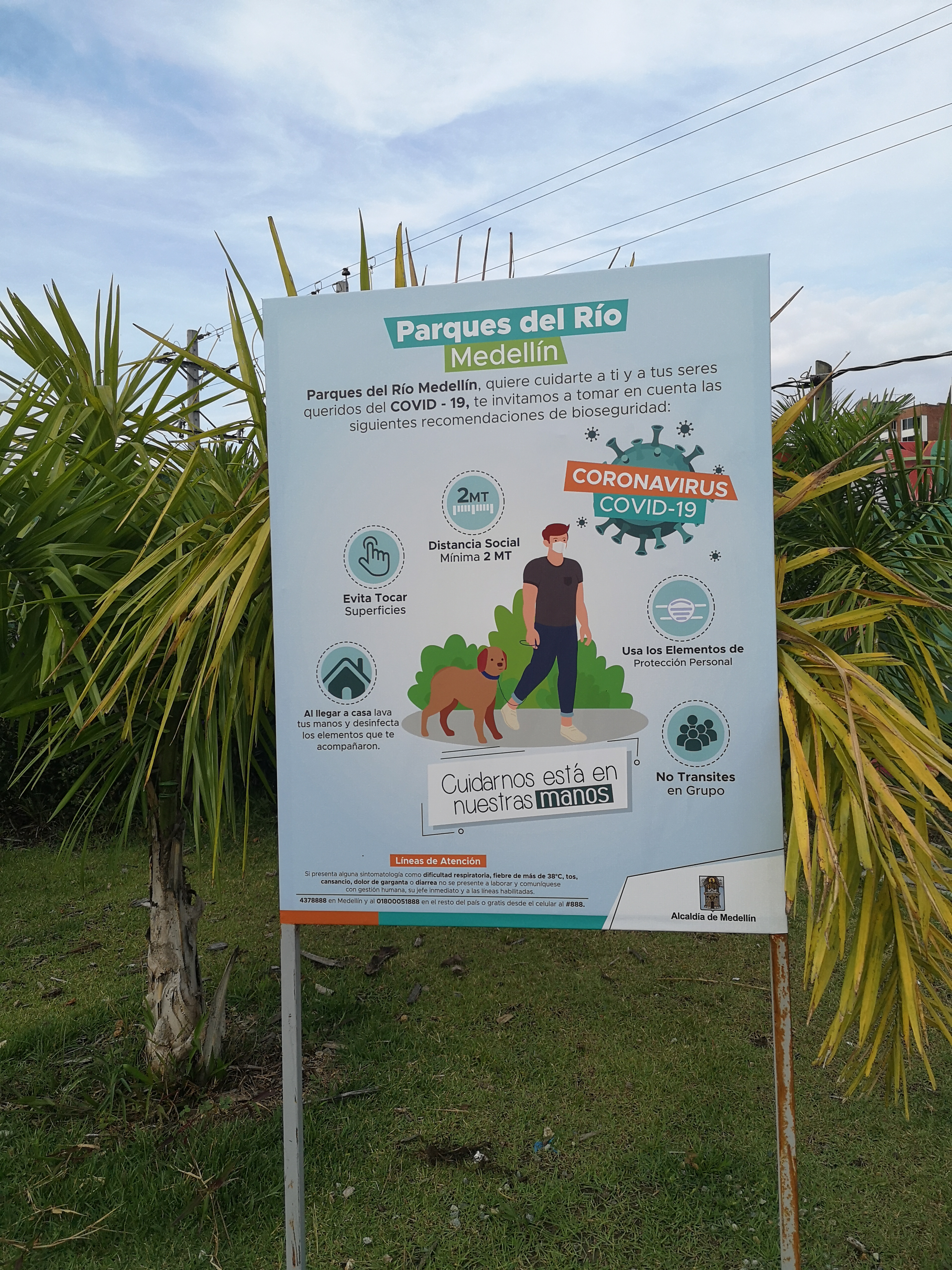
Señal con medidas de prevención del coronavirus en Parques del Río Medellín, 18 de junio de 2020.

El Gobierno ante el decreto que obliga al aislamiento considera 35 excepciones para no cumplir con el aislamiento:
1. Asistencia y prestación de servicios de salud.
2. Adquisición de bienes de primera necesidad: alimentos, bebidas, medicamentos, dispositivos médicos, aseo, limpieza y mercancías de ordinario consumo en la población.
3. Desplazamiento a servicios bancarios, financieros y de operadores de pago, y a servicios notariales.
4. Asistencia y cuidado a niños, niñas, adolescentes, personas mayores de 70 años, personas con discapacidad y enfermos con tratamientos especiales que requieren asistencia de personal capacitado.
5. Por causa de fuerza mayor o caso fortuito.
6. Las labores de las misiones médicas de la Organización Panamericana de la Salud (OPS) y de todos los organismos internacionales de la salud, la prestación de los servicios profesionales, administrativos, operativos y técnicos de salud públicos y privados.
7. La cadena de producción, abastecimiento, almacenamiento, transporte, comercialización y distribución de medicamentos, productos farmacéuticos, insumos, productos de limpieza, desinfección y aseo personal para hogares y hospitales, equipos y dispositivos de tecnologías en salud, al igual que el mantenimiento y soporte para garantizar la continua prestación de los servicios de salud.El funcionamiento de establecimientos y locales comerciales para la comercialización de los medicamentos, productos farmacéuticos, insumos, equipos y dispositivos de tecnologías en salud.
8. Las actividades relacionadas con servicios de emergencia, incluidas las emergencias veterinarias.
9. Los servicios funerarios, entierros y cremaciones.
10. La cadena de producción, abastecimiento, almacenamiento, transporte, comercialización y distribución de: (1) insumos para producir bienes de primera necesidad; (2) bienes de primera necesidad -alimentos, bebidas, medicamentos, dispositivos médicos, aseo, limpieza de ordinario consumo en la población-, (3) alimentos y medicinas para mascotas, y demás elementos y bienes necesarios para atender la emergencia sanitaria, así como la cadena de insumos relacionados con la producción de estos bienes.
11. La cadena de siembra, cosecha, producción, embalaje, importación, exportación, transporte, almacenamiento, distribución y comercialización de semillas, insumos y productos agrícolas, piscícolas, pecuarios y agroquímicos -fertilizantes, plaguicidas, fungicidas, herbicidas-; productos agropecuarios, piscícolas y pecuarios, y alimentos para animales, mantenimiento de la sanidad animal, el funcionamiento de centros de procesamiento primario y secundario de alimentos, la operación de la infraestructura de comercialización, riego mayor y menor para el abastecimiento de agua poblacional y agrícola, y la asistencia técnica. Se garantizará la logística y el trasporte de las anteriores actividades.
12. La comercialización presencial de productos de primera necesidad se hará en mercados de abastos, bodegas, mercados, supermercados mayoristas y minoristas y mercados al detal en establecimientos y locales comerciales a nivel nacional, y podrán comercializar sus productos mediante plataformas de comercio electrónico y/o por entrega a domicilio.
13. Las actividades de los servidores públicos y contratistas del Estado que sean estrictamente necesarias para prevenir, mitigar y atender la emergencia sanitaria por causa del coronavirus COVID-19, y garantizar el funcionamiento de los servicios indispensables del Estado.
14. Las actividades del personal de las misiones diplomáticas y consulares debidamente acreditas ante el Estado colombiano, estrictamente necesarias para prevenir, mitigar y atender la emergencia sanitaria por causa del Coronavirus COVID-19.
15. Las actividades de las Fuerzas Militares, la Policía Nacional y organismos de seguridad del Estado, así como de la industria militar y de defensa.
16. Las actividades de los puertos de servicio público y privado, exclusivamente para el transporte de carga.
17. Las actividades de dragado marítimo y fluvial.
18. La ejecución de obras de infraestructura de transporte y obra pública, así como la cadena de suministros de materiales e insumos relacionados con la ejecución de las mismas.
19. La revisión y atención de emergencias y afectaciones viales, y las obras de infraestructura que no pueden suspenderse.
20. La intervención de obras civiles y de construcción, las cuales, por su estado de avance de obra o de sus características, presenten riesgos de estabilidad técnica, amenaza de colapso o requieran acciones de reforzamiento estructural.
21. La construcción de infraestructura de salud estrictamente necesaria para prevenir, mitigar y atender la emergencia sanitaria por causa del coronavirus COVID-19.
22. Las actividades necesarias para la operación aérea y aeroportuaria de conformidad con lo establecido en el artículo 5 del presente decreto.
23. La comercialización de los productos de los establecimientos y locales gastronómicos mediante plataformas de comercio electrónico o por entrega a domicilio. Los restaurantes ubicados dentro de las instalaciones hoteleras solo podrán prestar servicios a sus huéspedes.
24. Las actividades de la industria hotelera para atender a sus huéspedes, estrictamente necesarias para prevenir, mitigar y atender la emergencia sanitaria por causa del coronavirus COVID-19.
25. El funcionamiento de la infraestructura crítica -computadores, sistemas computacionales, redes de comunicaciones, datos e información cuya destrucción o interferencia puede debilitar o impactar en la seguridad de la economía, salud pública o la combinación de ellas.
26. El funcionamiento y operación de los centros de llamadas, los centros de contactos, los centros de soporte técnico y los centros de procesamiento de datos que presten servicios en el territorio nacional y de las plataformas de comercio electrónico.
27. El funcionamiento de la prestación de los servicios de vigilancia y seguridad privada, los servicios carcelarios y penitenciarios y de empresas que prestan el servicio de limpieza y aseo en edificaciones públicas, zonas comunes de edificaciones y las edificaciones en las que se desarrollen las actividades de que trata el presente artículo.
28. Las actividades necesarias para garantizar la operación, mantenimiento, almacenamiento y abastecimiento de la prestación de (i) servicios públicos de acueducto, alcantarillado, energía eléctrica, alumbrado público, aseo (recolección, transporte, aprovechamiento y disposición final, incluyendo los residuos biológicos o sanitarios); (ii) de la cadena logística de insumos, suministros para la producción, el abastecimiento, importación, exportación y suministro de hidrocarburos, combustibles líquidos, biocombustibles, gas natural, Gas Licuado de Petróleo -GLP-, (iii) de la cadena logística de insumos, suministros para la producción, el abastecimiento, importación, exportación y suministro de minerales, y (iv) el servicio de internet y telefonía.
29. La prestación de servicios bancarios y financieros, de operadores postales de pago, centrales de riesgo, transporte de valores y actividades notariales. El Superintendente de Notariado y Registro determinará los horarios y turnos en los cuales se prestará el servicio notarial, garantizando la prestación del servicio a las personas más vulnerables y a las personas de especial protección constitucional.
30. El funcionamiento de los servicios postales, de mensajería, radio, televisión, prensa y distribución de los medios de comunicación.
31. El abastecimiento y distribución de alimentos y bienes de primera necesidad - alimentos, bebidas, medicamentos, dispositivos médicos, aseo, limpieza y mercancías de ordinario consumo en la población- en virtud de programas sociales del Estado y de personas privadas.
32. Las actividades del sector interreligioso relacionadas con los programas institucionales de emergencia y ayuda humanitaria, espiritual y psicológica.
33. Las actividades estrictamente necesarias para operar y realizar los mantenimientos indispensables de empresas, plantas industriales o minas, del sector público o privado, que por la naturaleza de su proceso productivo requieran mantener su operación ininterrumpidamente.
34. Las actividades de los operadores de pagos de salarios, honorarios, pensiones, prestaciones económicas públicos y privados; beneficios económicos periódicos sociales -BEPS-, y los correspondientes a los sistemas y subsistemas de Seguridad Social y Protección Social.
35. El desplazamiento estrictamente necesario del personal directivo y docente de las instituciones educativas públicas y privadas, para prevenir, mitigar y atender la emergencia sanitaria por causa del coronavirus COVID-19.

### Nuevas excepciones
Durante el Aislamiento Preventivo Obligatorio Colaborativo e Inteligente (27 de abril de 2020 al 11 de mayo de 2020). El gobierno Nacional durante la nueva etapa del Aislamiento consideró abrir el sector de la Manufactura y la construcción adicionando las siguientes excepciones:
1. La cadena de producción, abastecimiento, almacenamiento, reparación, mantenimiento, transporte, comercialización y distribución de las manufacturas de productos textiles, de cuero y prendas de vestir; de transformación de madera; de fabricación de papel, cartón y sus productos y derivados; y fabricación de productos químicos, metales, eléctricos, maquinaria y equipos.
2. Todos los anteriores productos deberán comercializarse mediante plataformas de comercio electrónico o para entrega a domicilio
3. El desarrollo de actividades físicas y de ejercicio al aire libre de personas que se encuentren en el rango de edad de 18 a 60 años, por un período máximo de una (1) hora diaria, de acuerdo con las medidas, instrucciones y horarios que fijen los alcaldes en sus respectivas jurisdicciones territoriales. En todo caso se deberán atender los protocolos de bioseguridad que para los efectos se establezcan.La realización de avalúos de bienes y realización de estudios de títulos que tengan por objeto la constitución de garantías, ante entidades vigiladas por la Superintendencia Financiera de Colombia.
4. El funcionamiento de las comisarías de familia e inspecciones de policía, así como los usuarios de estas.
5. La fabricación, reparación, mantenimiento y compra y venta de repuestos y accesorios de bicicletas convencionales y eléctricas.
6. Parqueaderos públicos para vehículos.

### Nuevas medidas

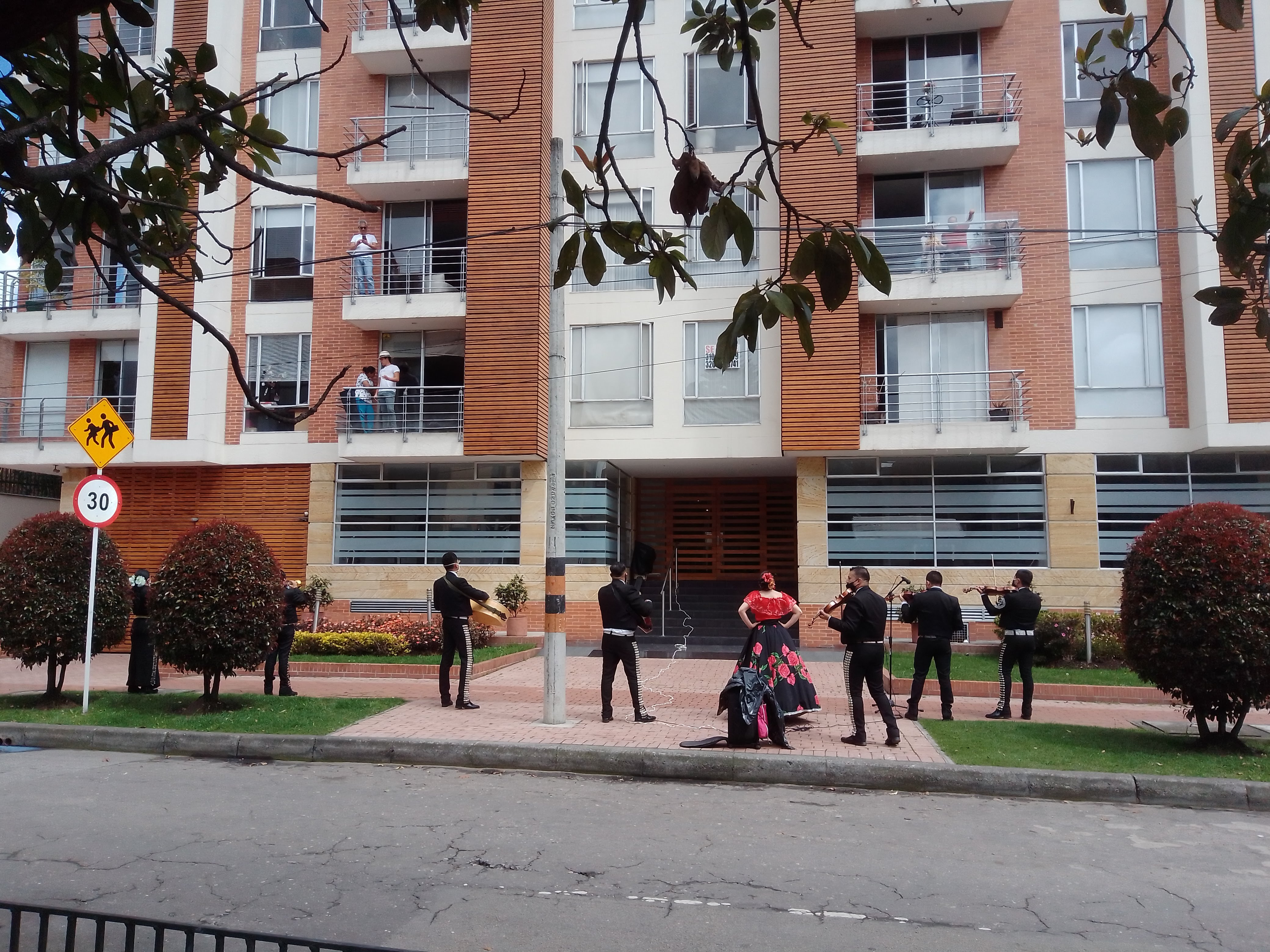
Mariachis tocando frente a unos balcones en Bogotá, 13 de junio.

El presidente, que extendería el aislamiento preventivo obligatorio desde el 11 hasta el 25 de mayo, anunció que la extensión del Aislamiento Preventivo Obligatorio Inteligente (Cuarentena Nacional) que comenzaría desde el lunes 11 de mayo al lunes 25 de mayo de 2020,  Informó que de esta medida quedarían exceptuadas, de manera general, las actividades (adicionales a las incluidas en el Decreto 593 de abril de 2020), relacionadas con manufactura e industria:
Lista de nueva actividades generales exceptuadas (al 5 de mayo):
- Fabricación de muebles, colchones y somieres[21]

- Fabricación de vehículos automotores, remolques y semirremolques.[21]

- Fabricación de productos informáticos, electrónicos y ópticos.[21]

- Fabricación de maquinaria y equipo.[21]

- Mantenimiento y reparación de vehículos automotores.[21]

- Mantenimiento y reparación de equipos de tecnología e informáticos.[21]

- Comercio al por mayor y al por menor de vehículos (incluidos partes, piezas y accesorios).[21]

- Comercio al por mayor de muebles y enseres domésticos.[21]

- Comercio al por mayor de maquinaria y equipo.[21]

- Comercio al por menor de productos para mascotas.[21]

- Comercio al por menor de materiales de construcción, artículos de ferretería, cerrajería y productos de vidrio y pintura en establecimientos especializados.[21]

- Comercio al por menor de combustibles, lubricantes, aditivos y productos de limpieza para automotores en establecimientos especializados.[21]

- Comercio al por menor de libros, periódicos, materiales y artículos de papelería y escritorios en establecimientos especializados.[21]

- Servicios de lavandería a domicilios.[21]

- Las actividades relacionadas con la operación de establecimientos prestadores de servicios de mantenimiento vehicular, artefactos, embarcaciones, maquinaria agrícola o pesquera, según los diferentes modos de transporte, así como de los establecimientos en los cuales se realice el suministro y/o instalación de repuestos de vehículos.[21]

- Centros de diagnóstico automotor.[21]

- Estos sectores se reactivarán de manera gradual y de acuerdo con los protocolos de bioseguridad que expida el Ministerio de Salud y Protección Social y según las condiciones particulares a nivel territorial.

- Dentro de las medidas anunciadas, en los municipios sin afectación de COVID-19 se permitirá toda la apertura económica del municipio, con algunas excepciones: billares, casinos y discotecas, iglesias, parques, gimnasios y eventos deportivos.[21]

- Esta medida solo aplicará si el municipio solicita expresamente al Ministerio del Interior la reapertura de los sectores o actividades que considere pertinentes y previa certificación del Ministerio de Salud y Protección Social al respecto.[21]

- Dentro de las nuevas excepciones a partir del 11 de mayo, el presidente también informó que los niños entre 6 y 17 años podrán salir tres veces a la semana media hora al día.[21]

El presidente de Colombia Iván Duque amplió la cuarentena obligatoria del 31 de mayo hasta el 15 de julio.
Y una vez más, Presidente de la República, Iván Duque, amplió el aislamiento preventivo obligatorio desde la fecha de inicio, 25 de marzo hasta el 31 de agosto.